# 中斑藻纲
中斑藻纲（学名：Mesostigmatophyceae）为轮藻门的一个纲。

## 下级分类
本纲包括以下目：
- 直鞘环藻目 Chaetosphaeridiales
- 中斑藻目 Mesostigmatales 
  - 中斑藻科 Mesostigmataceae
    - 中斑藻属 Mesostigma Lauterborn, 1894
      - Mesostigma viride Lauterborn, 1894